# El permiso (Star Trek: La serie original)
«El permiso» es el episodio 15.º en ser transmitido y el 17.º en ser producido de la primera temporada de Star Trek: La serie original. Fue transmitido por primera vez el 29 de diciembre de 1966, y repetido el 8 de junio de 1967, y fue escrito por el autor de ciencia ficción Theodore Sturgeon, y dirigido por Robert Sparr.
En la versión Bluray publicada el 28 de abril de 2009 por la Paramount, ASIN: B001TH16DS, CBS Blu Ray 14241, el título de este episodio en el audio en español es dado como Vacaciones.
Resumen: La tripulación del Enterprise visita un extraño planeta de maravillas y terrores.

## Trama
En la fecha estelar 3025.3, la nave estelar USS Enterprise, bajo el mando del capitán James T. Kirk, arriba a un planeta del sistema Omicron Delta. Escaneos revelan que el planeta tiene un medio ambiente similar al de la Tierra, y Kirk anuncia permisos para todo el personal fuera de servicio.
Poco después de transportarse a la superficie del planeta, la partida de desembarco descubre que ocurren extraños eventos. El dr. McCoy ve a un enorme humanoide conejo blanco pasar rápidamente, y momentos más tarde Alicia le pregunta a McCoy si ha visto pasar a un conejo. El teniente Sulu es atacado por un samurái armado con una katana. La Yeoman Tonia Barrows es acosada por Don Juan.
Kirk baja al planeta para confirmar el aparentemente ridículo informe de McCoy indicando que ha visto a los personajes de Alicia en el País de las Maravillas. Al principio Kirk no cree la historia del doctor, pero encuentra las huellas de un conejo gigante. Luego se encuentra con un joven Finnegan, un pesado bromista irlandés al que conoció cuando se encontraba en la Academia, y a una antigua novia, Ruth, a quien no ha visto en años.
Kirk ordena que el personal no baje hasta que puedan descubrir lo que está sucediendo realmente. Al mismo tiempo, el Sr. Spock informa que el planeta está emanando un extraño campo de fuerza que aparentemente está drenando la energía de los motores de la nave. Si esto continua así podría poner en peligro a la nave. Él también informa que el patrón de energía sugiere alguna clase de actividad industrial.
Spock baja al planeta para recuperar lectura de los sensores, ya que comunicarse con la nave es casi imposible. Después de que la Yeoman Barrows termina vestida con un traje de la época medieval, un caballero la ataca. McCoy se para al frente de Barrows para protegerla y es empalado con la lanza blandida por el caballero. Kirk le dispara al caballero con un revólver confiscado a Sulu, quien lo ha encontrado bajo un arbusto. Kirk y Spock examinan el cuerpo del caballero y encuentran que no es humano, sino que es una variación de la vida vegetal que hay alrededor de ellos y que parece ser «fabricado». Un caza japonés de la Segunda Guerra Mundial ataca a la partida de desembarco y durante la conmoción tanto el cuerpo del Dr. McCoy como el del caballero desaparecen misteriosamente.
Spock deduce que existe una conexión entre las visiones y los pensamientos de los miembros de la partida de desembarque justo antes de que las visiones aparezcan y le pregunta a Kirk qué tenía en mente justo antes de su «visión». Kirk recuerda haber estado pensando acerca de su época de la academia, entonces como Spock esperaba, Finnegan reaparece. Este se burla del capitán y luego huye, con Kirk persiguiéndole. La persecución finaliza en una quebrada donde ambos pelean a mano limpia. Finnegan finge una lesión para sorprender a Kirk con un golpe y dejarlo inconsciente, y procede nuevamente a burlarse del aturdido Kirk. Cuando este despierta, la pelea vuelve a continuar, y buscando vengarse de todo lo que lo hizo sufrir cuando era cadete, Kirk vence a Finnegan y lo aturde. Spock y Kirk se dan cuenta de que sus pensamientos están conjurando sus fantasías, pero estas visiones están convirtiéndose en algo mortal para ellos. Kirk ordena a todos dejar de pensar y vaciar sus mentes.
Un hombre adulto aparece y se identifica como el "Gdián". A. Acompañándolo aparece el Dr. McCoy, quien ha sido revivido por la sofisticada maquinaria que hay bajo la superficie del planeta. McCoy sonríe y confirma que está bien y muestra a dos bailarinas de cabaret rigelianas que ha imaginado.
El Guardián informa a Kirk que el planeta es un sofisticado "parque de atracciones», pero las ilusiones no están diseñadas para dañar en forma permanente. Él se disculpa por el mal entendimiento y ofrece los servicios del planeta a la cansada tripulación del Enterprise, con la precaución de que los visitantes deben escoger sus entretenimientos con cuidado. Kirk acepta la oferta justo en el momento en que Ruth aparece nuevamente, y autoriza a la tripulación a bajar. Spock sin embargo, declara que ya ha tenido suficiente de vacaciones y solicita regresar al Enterprise.

## Remasterización del aniversario de los 40 años
Este episodio fue remasterizado en el año 2006 y fue transmitido por primera vez el 26 de mayo de 2007 como parte de la remasterización del aniversario de los 40 años de la serie original. Fue precedido por la versión remasterizada de «Por medio de la fuerza» y seguido una semana más tarde por la versión remasterizada de «Pan y circo». Además de mejorar el sonido y la imagen, la remasterización también alteró elementos del episodio original. Además de todas las animaciones por computador de la USS Enterprise, que es lo normal en las revisiones, los cambios específicos en este episodio incluyen:
- La recreación del planeta ha sido cambiada para aparecer más similar a la Tierra. No mucho más ha sido alterado.

## Recepción
Zack Handlen de The A.V. Club calificó el episodio con una 'A-', describiendo el episodio como un "lote de diversión» y destacando «un fuerte gancho para evitar bajarlo a una autoparodia».

## Revisitas
El episodio de la serie animada de Star Trek "Érase una vez un planeta» trataba acerca del Enterprise regresando al planeta de entretenimiento para otro descanso. Sin embargo, el Guardián había muerto, y el computador quedado a cargo de la administración del planeta, una máquina bastante inteligente, ahora resentida con su rol de sirviente, se vuelve contra sus visitantes usando las reproducciones y personalidades que estos imaginan.

## En otros medios
- El episodio 805 (The Thing That Couldn't Die) del Mystery Science Theater 3000 hace referencias a "Shore Leave»: The Observers crea cualquier cosa que Mike Nelson está pensando para mostrar su poder, creando primero a su «viejo amigo» Finnegan (a quien él nunca ha visto). Al solicitárselo, trata de pensar en Adrienne Barbeau pero accidentalmente piensa en el Emperador Hadrian. Finalmente logra pensar en Adrienne Barbeau.